# Dobrowola (gmina)
Dobrowola – dawna gmina wiejska istniejąca na przełomie XIX i XX wieku w guberni suwalskiej. Siedzibą władz gminy była Dobrowola (lit. Dabravolė), a następnie Stanisława.
Za Królestwa Polskiego gmina Dobrowola należała do powiatu władysławowskiego w guberni suwalskiej (od 1867).
Po odzyskaniu niepodległości przez Polskę i Litwę powiat władysławowski na podstawie umowy suwalskiej wszedł 10 października 1920 w skład Litwy.